# Belinskij
Belinskij (russisk: Белинский) er en sovjetisk film fra 1951 af Grigorij Kozintsev.

## Medvirkende
- Sergej Kurilov som Vissarion Belinskij
- Aleksandr Borisov som Aleksandr Herzen
- Georgij Vitsin som Nikolaj Gogol
- Jurij Ljubimov som Frolov
- Jurij Tolubejev som Mikhail Sjjepkin